# Соснувець
Соснувець (пол. Sosnówiec) — село в Польщі, у гміні Яніково Іновроцлавського повіту Куявсько-Поморського воєводства.
Населення — 104 особи (2011).
У 1975—1998 роках село належало до Бидгощського воєводства.

## Демографія
Демографічна структура станом на 31 березня 2011 року:
|          | Загалом | Допрацездатний вік | Працездатний вік | Постпрацездатний вік |
| -------- | ------- | ------------------ | ---------------- | -------------------- |
| Чоловіки | 49      | 9                  | 34               | 6                    |
| Жінки    | 55      | 14                 | 34               | 7                    |
| Разом    | 104     | 23                 | 68               | 13                   |